# 日本对叶兰
日本对叶兰（学名：Neottia japonica）也称
日本双叶兰、小双叶兰，为兰科鸟巢兰属下的一种小型地生蘭，高度不超過15cm，總狀花序頂生。

## 外部連結
- 日本对叶兰